# Смаль, Кирилл Евгеньевич
Кирилл Евгеньевич Смаль (род. 20 мая 2005, Арамиль, Сысертский район, Свердловская область) — российский автогонщик, который в сезоне 2023 года выступал в Региональном европейском чемпионате Формулы за команду Monolite Racing.

## Карьера

### Картинг
Смаль начал заниматься картингом в 2012 году. До 2015 года участвовал в чемпионате России по картингу. В 2016 году занял второе место в категории 60 Mini Финального кубка WSK. В 2018 году занял пятое место в категории ОК среди юниоров на чемпионате мира по картингу при поддержке SMP Racing, а на следующий год стал четвёртым в категории ОК.

### Формула-4
В сезоне 2020 года Смаль дебютировал в формульных гонках, приняв участие в чемпионате ADAC Формула-4 за команду R-ace GP. Он закончил сезон девятым в турнирной таблице, завоевав три подиума и одну поул-позицию на протяжении всего сезона. Вместе с командой R-ace GP также участвовал в одном этапе Итальянской Формулы-4, прежде чем выступить за команду Prema Powerteam, чтобы участвовать в следующих этапах чемпионата. Он занял свой первый подиум в финальной гонке сезона.
В сезоне 2021 года Смаль присоединился к Xcel Motorsport, чтобы участвовать в чемпионате Формулы-4 ОАЭ. Он закончил сезон третьим после четырёх побед. После этого вернулся в команду Prema Powerteam, чтобы принять участие на полный сезон Итальянской Формулы-4 2021 года. Смаль закончил чемпионат третьим после своей единственной победы в сезоне в гонке первого этапа сезона на трассе Поль Рикар. Он также участвовал в первых двух этапах чемпионата ADAC Формулы-4, где одержал победу на трассе Зандворт.
В сезоне 2022 года выступал за команду MP Motorsport в Испанской Формуле-4, первоначально заявив, что в этом году не будет участвовать в гонках за пределами России. После запрета российской символики выступал под флагом Кыргызстана. Он закончил сезон четвёртым в турнирной таблице.
В сезоне 2023 года выступал за команду MP Motorsport на первом этапе чемпионата Формулы-4 ОАЭ, заменив Херонимо Беррио.

### Региональный европейский чемпионат Формулы
Ожидалось, что в сезоне 2022 года Смаль будет выступать за команду KIC Motorsport в Региональном европейском чемпионате Формулы. В конечном итоге он не участвовал в чемпионате после того, как SMP Racing отказалась от поддержки международного автоспорта из-за запрета FIA на использование российской символики после российского вторжения на Украину.
В сезоне 2023 года выступал за команду Mumbai Falcons Racing Limited для участия на неполный сезон в региональном чемпионате Ближнего Востока Формулы. Свой первый подиум завоевал в финальном этапе сезона на трассе Яс Марина. Затем выступал за команду Monolite Racing в Региональном европейском чемпионате Формулы после пропуска первого этапа сезона.

### Кубок Ле-Ман
В сезоне 2023 года Смаль также дебютировал в гонках спортпрототипов. Он выступал за команду CD Sport, чтобы участвовать в Кубке Ле-Мана, где его напарником по команде был Фабиан Михал. Пара завоевала свой первый подиум на первом этапе сезона на трассе Барселона-Каталунья.